# 長體黏盲鰻
長體黏盲鰻，為盲鳗科黏盲鰻屬的其中一種，目前已知分布於東南太平洋海域，為深海魚類，棲息深度2100-2300公尺，體延長呈圓柱狀，體後方側扁，眼退化為皮膚所覆蓋，無上下頜，口腔外緣具3對鬚，比同屬其他種類細長，粘液孔分布：前鰓18個，鰓12個，軀幹70個，尾部19個，共119個，12個鰓袋和孔，咽皮管與左後鰓孔的開口分開，體色粉紅色，體長可達31.4公分，棲息在深海熱噴泉孔，生活習性不明。